# Keanu Baccus
Keanu Kole Baccus (Durban, 7 giugno 1998) è un calciatore sudafricano naturalizzato australiano, centrocampista del Mansfield Town e della nazionale australiana.

## Biografia
Nato in Sudafrica, si è trasferito da piccolo in Australia con la famiglia. Suo fratello Kearyn è anch'egli un calciatore.

## Caratteristiche tecniche
È un centrocampista difensivo.

## Carriera

### Club
Cresciuto nel settore giovanile del Western Sydney, debutta in prima squadra il 1º gennaio 2017 in occasione dell'incontro di A-League pareggiato 1-1 contro il Perth Glory.
Ha giocato nella prima divisione scozzese con il St. Mirren.

### Nazionale
Ha giocato nella nazionale australiana Under-20.
Nel 2021 viene convocato dalla nazionale olimpica australiana per prendere parte alle Olimpiadi di Tokyo. Debutta il 22 luglio in occasione dell'incontro contro l'Argentina.
Il 25 settembre 2022 esordisce in nazionale maggiore nell'amichevole vinta 0-2 in casa della Nuova Zelanda.
Il 21 marzo 2024 realizza il suo primo gol per i Socceroos nel successo per 2-0 contro il Libano.

## Statistiche
Statistiche aggiornate al 22 luglio 2021.

### Presenze e reti nei club
| Stagione        | Squadra         | Campionato      | Campionato | Campionato | Coppe nazionali | Coppe nazionali | Coppe nazionali | Coppe continentali | Coppe continentali | Coppe continentali | Altre coppe | Altre coppe | Altre coppe | Totale | Totale | Totale |
| Stagione        | Squadra         | Comp            | Pres       | Reti       | Comp            | Pres            | Reti            | Comp               | Pres               | Reti               | Comp        | Pres        | Reti        | Pres   | Reti   |        |
| --------------- | --------------- | --------------- | ---------- | ---------- | --------------- | --------------- | --------------- | ------------------ | ------------------ | ------------------ | ----------- | ----------- | ----------- | ------ | ------ | ------ |
| 2016-2017       | Western Sydney  | AL              | 3          | 0          | CA              | 0               | 0               |                    | -                  | -                  |             | -           | -           | 3      | 0      |        |
| 2017-2018       | Western Sydney  | AL              | 14         | 0          | CA              | 2               | 0               |                    | -                  | -                  |             | -           | -           | 16     | 0      |        |
| 2018-2019       | Western Sydney  | AL              | 24         | 3          | CA              | 3               | 0               |                    | -                  | -                  |             | -           | -           | 27     | 3      |        |
| 2019-2020       | Western Sydney  | AL              | 20         | 1          | CA              | 0               | 0               |                    | -                  | -                  |             | -           | -           | 20     | 1      |        |
| 2020-2021       | Western Sydney  | AL              | 25         | 1          | CA              | 0               | 0               |                    | -                  | -                  |             | -           | -           | 25     | 1      |        |
| Totale carriera | Totale carriera | Totale carriera | 86         | 5          |                 | 5               | 0               |                    | -                  | -                  |             | -           | -           | 91     | 5      |        |

### Cronologia presenze e reti in nazionale
| Cronologia completa delle presenze e delle reti in nazionale ― Australia | Cronologia completa delle presenze e delle reti in nazionale ― Australia | Cronologia completa delle presenze e delle reti in nazionale ― Australia | Cronologia completa delle presenze e delle reti in nazionale ― Australia | Cronologia completa delle presenze e delle reti in nazionale ― Australia | Cronologia completa delle presenze e delle reti in nazionale ― Australia | Cronologia completa delle presenze e delle reti in nazionale ― Australia | Cronologia completa delle presenze e delle reti in nazionale ― Australia |
| Data                                                                     | Città                                                                    | In casa                                                                  | Risultato                                                                | Ospiti                                                                   | Competizione                                                             | Reti                                                                     | Note                                                                     |
| ------------------------------------------------------------------------ | ------------------------------------------------------------------------ | ------------------------------------------------------------------------ | ------------------------------------------------------------------------ | ------------------------------------------------------------------------ | ------------------------------------------------------------------------ | ------------------------------------------------------------------------ | ------------------------------------------------------------------------ |
| 25-9-2022                                                                | Auckland                                                                 | Nuova Zelanda                                                            | 0 – 2                                                                    | Australia                                                                | Amichevole                                                               | -                                                                        | 83’ 89’                                                                  |
| 22-11-2022                                                               | Al Wakrah                                                                | Francia                                                                  | 4 – 1                                                                    | Australia                                                                | Mondiali 2022 - 1º turno                                                 | -                                                                        | 85’                                                                      |
| 26-11-2022                                                               | Al Wakrah                                                                | Tunisia                                                                  | 0 – 1                                                                    | Australia                                                                | Mondiali 2022 - 1º turno                                                 | -                                                                        | 85’                                                                      |
| 30-11-2022                                                               | Al Wakrah                                                                | Australia                                                                | 1 – 0                                                                    | Danimarca                                                                | Mondiali 2022 - 1º turno                                                 | -                                                                        | 46’                                                                      |
| 3-12-2022                                                                | Al Rayyan                                                                | Argentina                                                                | 2 – 1                                                                    | Australia                                                                | Mondiali 2022 - Ottavi di finale                                         | -                                                                        | 58’                                                                      |
| 24-3-2023                                                                | Sydney                                                                   | Australia                                                                | 3 – 1                                                                    | Ecuador                                                                  | Amichevole                                                               | -                                                                        | 62’                                                                      |
| 15-6-2023                                                                | Pechino                                                                  | Argentina                                                                | 2 – 0                                                                    | Australia                                                                | Amichevole                                                               | -                                                                        |                                                                          |
| 9-9-2023                                                                 | Arlington                                                                | Messico                                                                  | 2 – 2                                                                    | Australia                                                                | Amichevole                                                               | -                                                                        | 88’                                                                      |
| 13-10-2023                                                               | Londra                                                                   | Inghilterra                                                              | 1 – 0                                                                    | Australia                                                                | Amichevole                                                               | -                                                                        | 34’                                                                      |
| 17-10-2023                                                               | Londra                                                                   | Australia                                                                | 2 – 0                                                                    | Nuova Zelanda                                                            | Amichevole                                                               | -                                                                        |                                                                          |
| 16-11-2023                                                               | Melbourne                                                                | Australia                                                                | 7 – 0                                                                    | Bangladesh                                                               | Qual. Mondiali 2026                                                      | -                                                                        | 55’ 65’                                                                  |
| 21-11-2023                                                               | Al Kuwait                                                                | Palestina                                                                | 0 – 1                                                                    | Australia                                                                | Qual. Mondiali 2026                                                      | -                                                                        | 90+3’                                                                    |
| 13-1-2024                                                                | Al Rayyan                                                                | Australia                                                                | 2 – 0                                                                    | India                                                                    | Coppa d'Asia 2023 - 1º turno                                             | -                                                                        | 82’                                                                      |
| 18-1-2024                                                                | Doha                                                                     | Siria                                                                    | 0 – 1                                                                    | Australia                                                                | Coppa d'Asia 2023 - 1º turno                                             | -                                                                        | 57’                                                                      |
| 23-1-2024                                                                | Al Wakrah                                                                | Australia                                                                | 1 – 1                                                                    | Uzbekistan                                                               | Coppa d'Asia 2023 - 1º turno                                             | -                                                                        | 84’                                                                      |
| 28-1-2024                                                                | Al Rayyan                                                                | Australia                                                                | 4 – 0                                                                    | Indonesia                                                                | Coppa d'Asia 2023 - Ottavi di finale                                     | -                                                                        | 87’                                                                      |
| 2-2-2024                                                                 | Al Wakrah                                                                | Australia                                                                | 1 – 2 dts                                                                | Corea del Sud                                                            | Coppa d'Asia 2023 - Quarti di finale                                     | -                                                                        | 70’                                                                      |
| 21-3-2024                                                                | Sydney                                                                   | Australia                                                                | 2 – 0                                                                    | Libano                                                                   | Qual. Mondiali 2026                                                      | 1                                                                        | 78’                                                                      |
| 11-6-2024                                                                | Dacca                                                                    | Australia                                                                | 5 – 0                                                                    | Palestina                                                                | Qual. Mondiali 2026                                                      | -                                                                        | 48’ 64’                                                                  |
| 10-9-2024                                                                | Giacarta                                                                 | Indonesia                                                                | 0 – 0                                                                    | Australia                                                                | Qual. Mondiali 2026                                                      | -                                                                        | 44’                                                                      |
| 15-10-2024                                                               | Saitama                                                                  | Giappone                                                                 | 1 – 1                                                                    | Australia                                                                | Qual. Mondiali 2026                                                      | -                                                                        | 82’                                                                      |
| Totale                                                                   |                                                                          | Presenze                                                                 | 21                                                                       |                                                                          | Reti                                                                     | 1                                                                        |                                                                          |